# Sztum
Sztum (niem. Stuhm) – miasto w północnej Polsce, w województwie pomorskim. Siedziba powiatu sztumskiego oraz gminy miejsko-wiejskiej Sztum. Położone nad jeziorami: Zajezierskim i Barlewickim (dawniej tworzyły jedno Jezioro Białe), przy drodze krajowej nr 55, pomiędzy Malborkiem a Kwidzynem.
Według danych GUS z 30 czerwca 2021 r., Sztum liczył 9746 mieszkańców i był pod względem liczby ludności 25. miastem w województwie pomorskim.

## Położenie
Sztum leży w historycznych Prusach, w Pomezanii, na obszarze dawnej ziemi malborskiej, a także etnograficznie na Powiślu. Według regionalizacji geograficznej Sztum należy do zachodniej części Pojezierza Iławskiego.
Powierzchnia miasta wynosi 4,59 km².

## Komunikacja i transport
W Sztumie znajduje się stacja kolejowa, obsługująca połączenia m.in. z Trójmiastem, Grudziądzem, Malborkiem i Kwidzynem. W odległym o 14 km Malborku znajduje się duży węzeł kolejowy (obsługujący m.in. połączenia PKP Intercity). Przez Sztum przebiegają linie autobusowe dwóch prywatnych przewoźników. Jest też bezpośrednie połączenie PKS do Elbląga.
Przez Sztum przebiega droga krajowa nr 55 (Nowy Dwór Gdański–Stolno) oraz drogi wojewódzkie nr 516 (ze stacji kolejowej do drogi krajowej nr 55) i 517 (ze Sztumu do Trop Sztumskich).
Po 2023 przewidywana jest realizacja obwodnicy miasta o długości ok. 6 km w ciągu drogi krajowej nr 55.
Odległości od wybranych miast: Malbork – 14 km, Kwidzyn – 23 km, Tczew – 34 km, Elbląg – 45 km, Gdańsk – 69 km, Krynica Morska – 74 km, Toruń – 126 km, Królewiec – 150 km, Warszawa – 272 km, Berlin – 489 km. Odległość do autostrady A-1: węzeł Kopytkowo około 46 km, węzeł Swarożyn około 38 km.

## Historia

### Początki
Dzisiejszy Sztum leży na terenach dawnej ziemi Aliem, która była częścią pruskiej Pomezanii. Krzyżacy po pokonaniu Prusów utworzyli własną jednostkę administracyjną. Wójtowie sztumscy są wzmiankowani w dokumentach od 1333 roku. Od drugiej połowy XIV wieku rezydowali na wyspie Jeziora Białego. Murowany zamek wójtowski został najprawdopodobniej wzniesiony w latach 70. XIV wieku. 

### Sztum w czasach krzyżackich
23 września 1416 wielki mistrz zakonu krzyżackiego Michael Küchmeister von Sternberg nadał Sztumowi prawa miejskie. Miasto zostało ulokowane w bezpośrednim sąsiedztwie położonego na wyspie zamku krzyżackiego. Obejmowało teren zachodniego przedzamcza o wymiarach 220 x 240 x 220 x 160 m, z którego wydzielono 50 parcel dla mieszczan. Lokatorem osadników został Ambroży Gerhard von Schönenberg, który otrzymał urząd sołtysa. Miasto otrzymało 55 łanów ziemi uprawnej, 27 morgów na ogrody, 10 łanów pastwisk i lasu, a proboszcz utworzonej parafii 2 łany ziemi i dziesięcinę z łanów miejskich. Pierwsi mieszczanie zajmowali się rolnictwem i warzeniem piwa – słodownia istniała już w momencie lokacji. Kronikarz XVI-wieczny Szymon Grunau napisał, że nazywała się „Reckenzagel”. Do miasta prowadziły dwie bramy: Malborska – w północno-zachodniej linii murów obronnych, poprzedzona od strony Malborka drewnianym mostem nad Jeziorem Białym oraz Kwidzyńska w północno-zachodniej części umocnień miejskich. Obie zostały rozebrane w XIX wieku.
W 1440 miasto przystąpiło do antykrzyżackiego Związku Pruskiego, na prośbę którego w 1454 król Kazimierz IV Jagiellończyk ogłosił wcielenie regionu do Królestwa Polskiego. Podczas wojny trzynastoletniej wojska polskie po kilkumiesięcznym oblężeniu zajęły miasto i zamek (8 sierpnia 1454), ale sześć dni po klęsce pospolitego ruszenia pod Chojnicami z 18 września), wróciło ono ponownie do Krzyżaków. Po utracie zamku w Malborku, który nieopłacona załoga najemników sprzedała 6 czerwca 1457 Królestwu Polskiemu, Sztum stał się ważną bazą krzyżacką. 31 października 1461 oddziały polskie spod Malborka pod wodzą murgrabi krakowskiego Piotra Dunina spaliły miasto, podpływając pod mury łodziami.

### Pod berłem Polski
Na mocy drugiego pokoju toruńskiego Sztum wszedł w skład Prus Królewskich jako część województwa malborskiego i przeszedł pod panowanie króla polskiego. Miasto podlegało staroście, który miał swoją siedzibę na zamku. Wśród sprawujących tę funkcję wybitną rolę w polityce Prus Królewskich odegrały rodziny Bażyńskich i Cemów.
Po zniszczeniach wojennych zaczął się rozwój miasta. Najbardziej widocznym tego dowodem było rozpoczęcie budowy ceglanego kościoła (ok. 1478). W tym okresie istniał też szpital (przytułek) z kościołem św. Ducha znajdujący się w pobliżu Bramy Kwidzyńskiej.
Sztum wiele zyskał na znaczeniu, stając się siedzibą szlacheckich sądów ziemskich dla województwa malborskiego, a od XVI wieku także miejscem sejmików szlacheckich, które odbywały się w kościele św. Anny. Sejmiki miały czasem burzliwy charakter, np. w 1677 od kul zginął w pobliżu ołtarza jeden z uczestników.

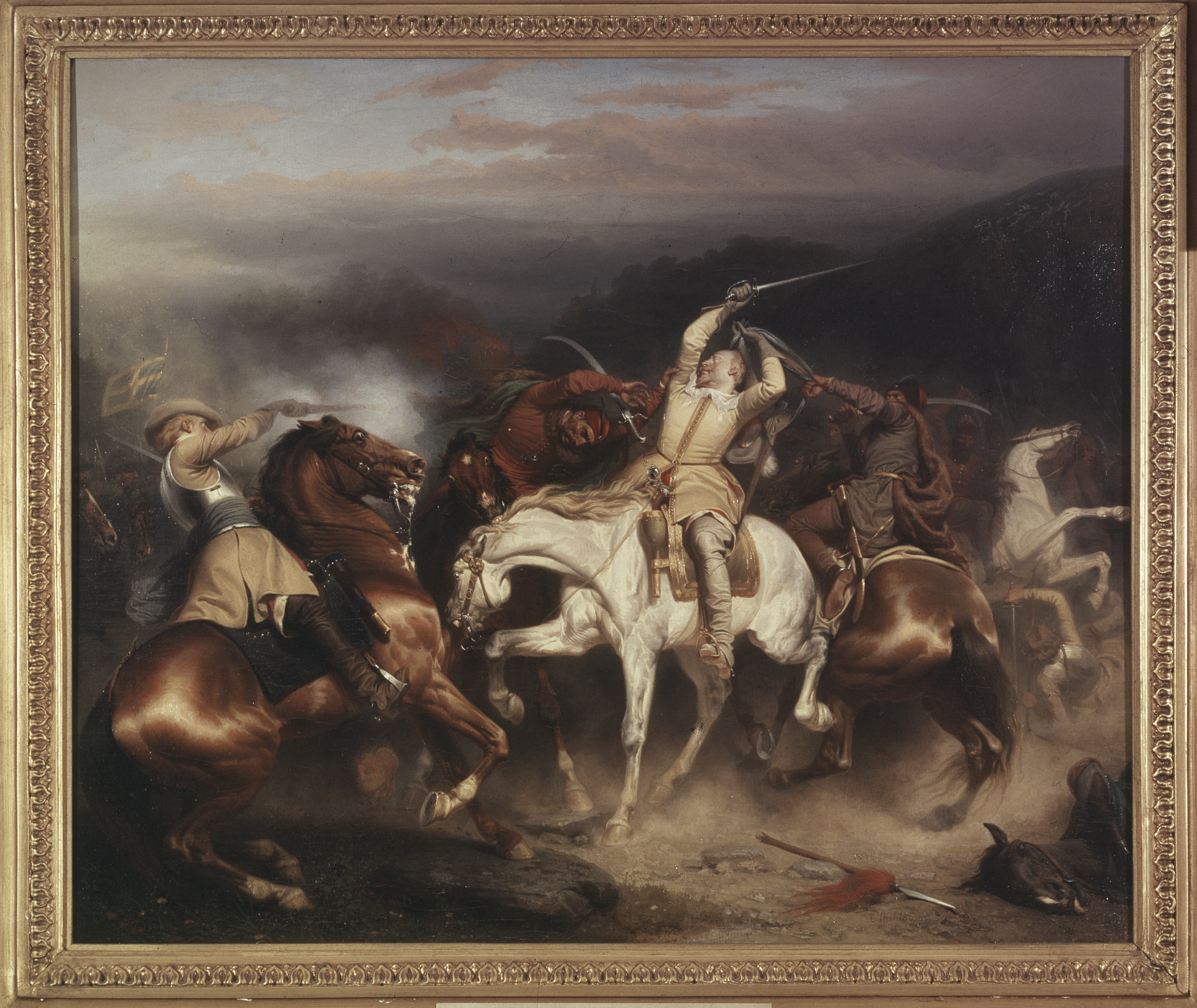
Obraz Gustaw II Adolf w Sztumie z 1853, ze zbiorów Nationalmuseum w Sztokholmie

Lustracja starostwa sztumskiego z 1565 stwierdza, że cotygodniowe targi w Sztumie były słabe, a dwa doroczne jarmarki nie przynosiły dochodów. Kolejnym czynnikiem wpływającym negatywnie na rozwój miasta były wojny polsko-szwedzkie. W czasie pierwszej wojny (1626–1629) Sztum został zajęty przez wojska szwedzkie. Na mocy rozejmu w Altmarku (obecnie Stary Targ) w 1629 otrzymał go następnie elektor brandenburski (do 1635). W latach 1655–1660 ponownie znalazł się pod okupacją szwedzką. Po wojnie miasto liczyło zaledwie ok. 150 mieszkańców, gdy w XVI wieku ok. 500.
W 1683 podczas wielkiego pożaru spłonął ratusz, który już nie został odbudowany.

### W państwie prusko-niemieckim

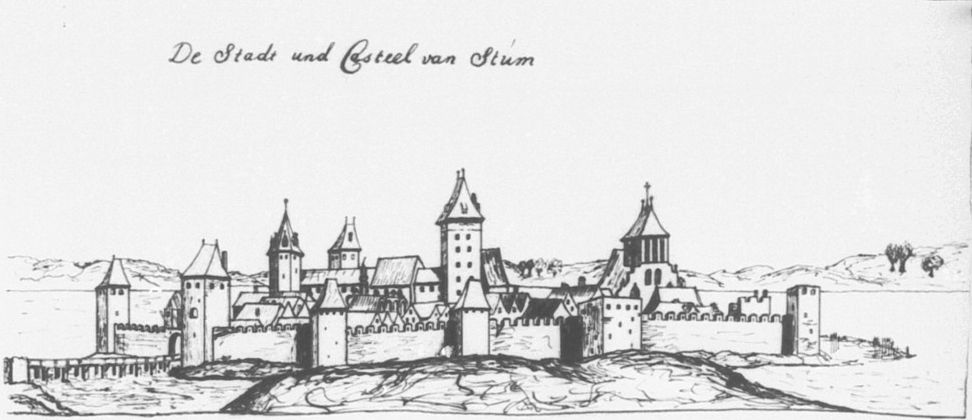
Rycina z dzieła Abrahama Boota z 1627, przedstawiająca miasto i zamek od strony północnej

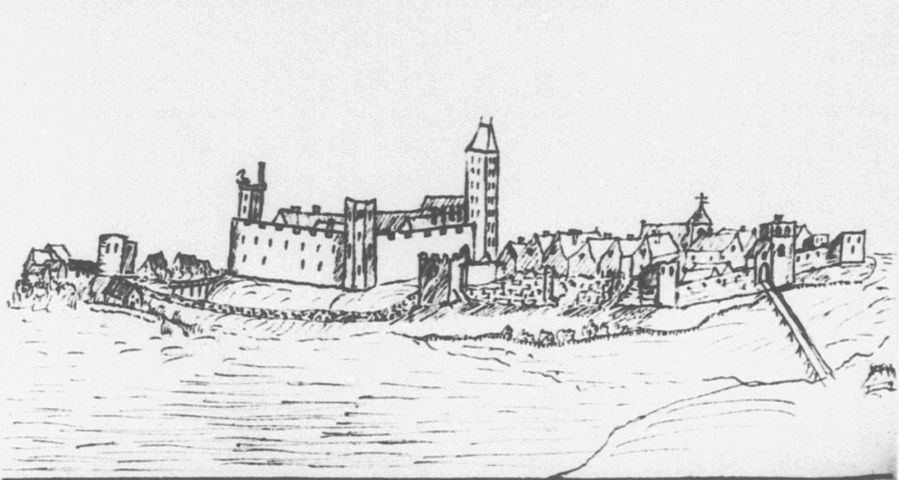
Widok miasta i zamku, rysunek z 1749

Miasto należało do Polski przez prawie 300 lat i podzieliło jej losy. W 1772, liczące 469 mieszkańców, w wyniku I rozbioru, znalazło się w Królestwie Prus (na terenie prowincji Prusy Zachodnie).
Impulsem rozwojowym Sztumu stała się decyzja o przeniesienie tu z Dzierzgonia siedziby powiatu (1815, od 1818 pod nazwą powiat Stuhm). Znajdował się on od 1815 w rejencji kwidzyńskiej. Miasto liczyło w latach 20. XIX wieku niecałe 900 mieszkańców.
W połowie października 1831 w mieście zostali rozlokowani internowani oficerowie armii polskiej walczącej w powstaniu listopadowym. Do lutego następnego roku działał tu szpital polowy, obsługiwany przez polskich lekarzy wojskowych. Przynajmniej kilkunastu szeregowych żołnierzy zdecydowało się zostać w okolicach Sztumu.
W 1836 została zakończona budowa siedziby Urzędu Powiatowego, który do tej pory zajmował pomieszczenia na zamku. Cztery lata później rozebrano pozostałości Bramy Malborskiej, drewniany most nad suchą fosą zastąpiła usypana grobla. W 1847, z powstałej kilka lat wcześniej drukarni Wernera, zaczęło być tłoczone cotygodniowe pismo powiatowe, tzw. kreisblatt. Tu też w 1846 ukazał się polski druk Zbiór pieśni nabożnych dla wygody pobożnych katolików do nabożeństwa kościelnego i domowego ułożony przez nauczyciela Michała Kryna.
Ważniejsze inwestycje – brukowanie ulic (początek lat 50.), budynek sądu z więzieniem (1864) szkoła miejska (1866), synagoga (poświęcenie w 1864), szpital (1884), rzeźnia miejska (1892), budynek poczty (1896). W 1883 miasto otrzymało połączenie kolejowe z Toruniem i Malborkiem. Pod koniec XIX wieku Sztum liczył ponad 2300 mieszkańców.
Początek XX wieku to dwa duże pożary kamienic na rynku (1903, 1905). W 1910 został powołany polski Bank Ludowy, którego prezesem został Witold Donimirski, ziemianin z Czernina. W następnym roku rozpoczęła się budowa więzienia centralnego dla Prus Wschodnich i Zachodnich dla 400 pensjonariuszy, która zakończyła się w 1915. Na kilka miesięcy przed wybuchem I wojny światowej Sztum otrzymał jednostkę wojskową – III Batalion 152 Królewsko-Pruskiego Pułku Piechoty. W ciągu trzech następnych lat powstał duży kompleks koszarowy.

### W Republice Weimarskiej i III Rzeszy
Odzyskanie przez Polskę niepodległości (utworzenie II Rzeczypospolitej) spowodowało aktywizację miejscowego środowiska Polaków. W grudniu 1918 powstała w Sztumie Powiatowa Polska Rada Ludowa z prezesem Stanisławem Donimirskim, a na Polski Sejm Dzielnicowy do Poznania pojechali wybrani w Sztumie delegaci.
Przed mającym się odbyć plebiscytem decydującym o przynależności państwowej Powiśla (11 lipca 1920) w Sztumie odbył się patriotyczny koncert Feliksa Nowowiejskiego (9 maja), a w polskiej akcji propagandowej uczestniczyli pisarze – Stefan Żeromski, Jan Kasprowicz i Władysław Kozicki. Za Polską opowiedziało się w Sztumie 26,3 proc. głosujących. W powiecie sztumskim 19,07 proc. i był to najkorzystniejszy wynik dla Polski na Warmii, Mazurach i Powiślu.
W okresie międzywojennym Sztum pozostał silnym ośrodkiem polskości. Była tu siedziba Okręgu Związku Polaków w Niemczech, Polsko-Katolickiego Towarzystwa Szkolnego na Powiślu oraz Towarzystwa Młodzieży Polsko-Katolickiej. Od 1920 do 1939 znajdował się w rejencji zachodniopruskiej. Władze hitlerowskie w 1934 umieściły tu swoją elitarną „kuźnię kadr” – Narodowo-Polityczny Instytut Wychowawczy (tzw. Napola). Ograniczały też działalność polskich organizacji. Po wysiedleniach w końcu kwietnia 1939 z majątków i gospodarstw najaktywniejszych działaczy w okolicach Sztumu, w przededniu wybuchu wojny zaczęły się aresztowania. W 1939 Sztum znalazł się w rejencji kwidzyńskiej oraz w okręgu Rzeszy Gdańsk-Prusy Zachodnie. Wielu działaczy z Ziemi Sztumskiej zostało zamordowanych w obozach koncentracyjnych. Sztum i okolice znajdowały się poza strefą bezpośrednich działań wojennych do stycznia 1945. 20 stycznia burmistrz Sztumu zarządził ewakuację mieszkańców.

### W Polsce od 1945
25 stycznia 1945 do niebronionego i wyludnionego miasta wkroczyły oddziały 2 Armii Uderzeniowej 2 Frontu Białoruskiego. Duża część zabudowy miasta została spalona już po jego zajęciu.
20 kwietnia 1945 wraz z przybyciem do Sztumu pełnomocnika obwodowego Rządu Tymczasowego Rzeczypospolitej Polskiej Romualda Marmurowicza rozpoczęła się organizacja polskiej administracji i przejmowanie władzy na tym terenie z rąk sowieckich władz wojskowych, co sfinalizowało się 3 czerwca. Zniszczone w 30 procentach miasto zostało pozbawione energii elektrycznej i wody, bez połączenia kolejowego (czerwonoarmiści rozebrali tory) z Kwidzynem i Malborkiem. W maju 1945 mieście, liczącym w 1939 roku 7372 mieszkańców, przebywało 676 Polaków i 901 Niemców.
Pierwszym burmistrzem został Franciszek Wojciechowski, przedwojenny działacz ruchu polskiego na Powiślu. W listopadzie została powołania Rada Miejska.
Po początkowej przynależności administracyjnej do okręgu mazurskiego, Sztum znalazł się w województwie gdańskim, był też stolicą powiatu. W latach 1975–1998 należał do województwa elbląskiego. W 1999 wszedł w skład województwa pomorskiego i powiatu malborskiego, z którego w 2002 wydzielono obecny powiat sztumski.

## Wykres demograficzny

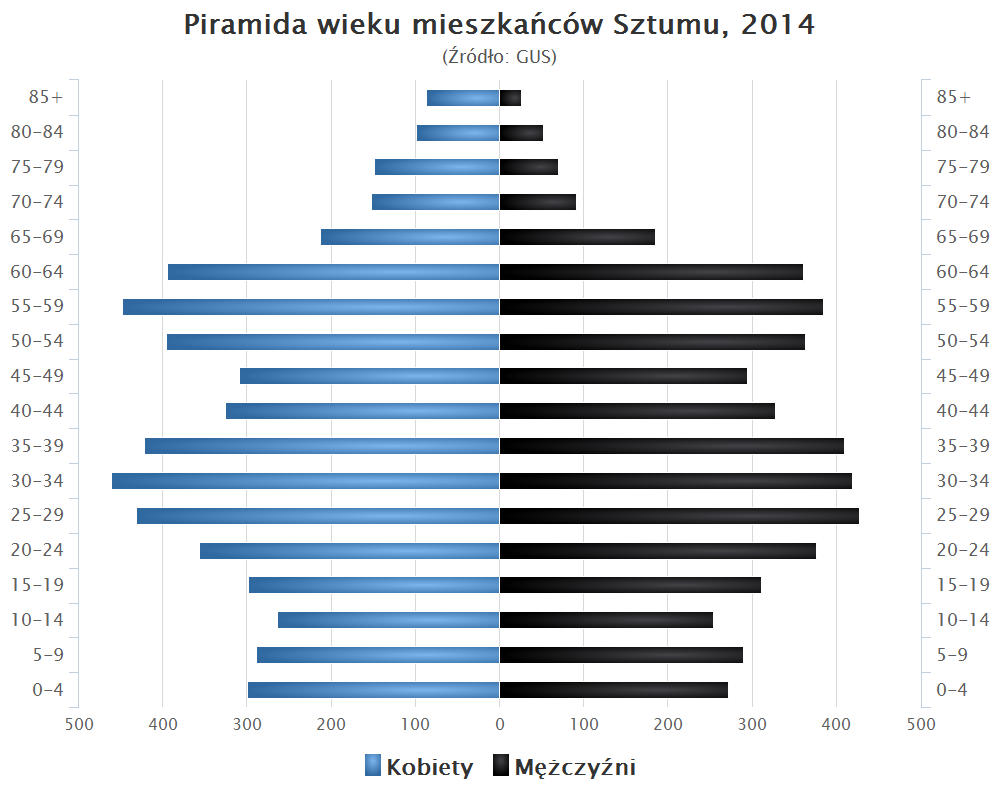
Piramida wieku mieszkańców Sztumu w 2014, na podstawie [http://www.polskawliczbach.pl/Sztum#dane-demograficzne danych GUS

## Administracja
Lista burmistrzów miasta i gminy Sztum oraz ich zastępców i przewodniczących rady w okresie III Rzeczypospolitej:
| Daty      | Burmistrz                                                       | Zastępca burmistrza    | Przewodniczący rady                      |
| --------- | --------------------------------------------------------------- | ---------------------- | ---------------------------------------- |
| 1990–1991 | Antoni Fila (Komitet Obywatelski „Solidarność”)                 | Waldemar Wnuk          | Wacław Bielecki (KO „Solidarność”)       |
| 1991–1994 | Waldemar Wnuk (KO „Solidarność”)                                | Janusz Konefał         | Wacław Bielecki (KO „Solidarność”)       |
| 1994–1998 | Krzysztof Mroczkowski (Polskie Stronnictwo Ludowe)              | Leszek Tabor           | Zbigniew Zwolenkiewicz (SLD)             |
| 1998–2002 | Leszek Tabor (Sojusz Lewicy Demokratycznej / Razem dla Powiśla) | Zbigniew Zwolenkiewicz | Czesław Oleksiak (SLD)                   |
| 2002–2006 | Leszek Tabor (Sojusz Lewicy Demokratycznej / Razem dla Powiśla) | Alicja Podlewska       | Joachim Majewski (Platforma Obywatelska) |
| 2006–2014 | Leszek Tabor (Sojusz Lewicy Demokratycznej / Razem dla Powiśla) | Alicja Podlewska       | Czesław Oleksiak (RdP)                   |
| 2014–2019 | Leszek Tabor (Sojusz Lewicy Demokratycznej / Razem dla Powiśla) | Ryszard Wirtwein       | Czesław Oleksiak (RdP)                   |
| 2019–2020 | Leszek Tabor (Sojusz Lewicy Demokratycznej / Razem dla Powiśla) | Bartosz Luterek        | Czesław Oleksiak (RdP)                   |
| 2020–2023 | Leszek Tabor (Sojusz Lewicy Demokratycznej / Razem dla Powiśla) | vacat                  | Czesław Oleksiak (RdP)                   |
| 2023–2024 | Leszek Tabor (Sojusz Lewicy Demokratycznej / Razem dla Powiśla) | Bartosz Mazerski       | Czesław Oleksiak (RdP)                   |
| od 2024   | Bartosz Mazerski (RdP)                                          | Adam Kaszubski         | Waldemar Fierek (RdP)                    |

## Zabytki
- Najatrakcyjniejszym zabytkiem w Sztumie jest XIV-wieczny zamek krzyżacki, siedziba wójta krzyżackiego i letnia rezydencja wielkiego mistrza zakonu krzyżackiego. Z oryginalnego założenia pozostały skrzydło południowe, baszta wjazdowa i więzienna wraz z murami obronnymi. Pozostała zabudowa wzgórza zamkowego pochodzi z XIX wieku. W czasach przynależności do Korony Polskiej (1468–1772) zamek był siedzibą polskich starostów. Obecnie siedziba oddziału Muzeum Zamkowego w Malborku.

| Zamek krzyżacki |

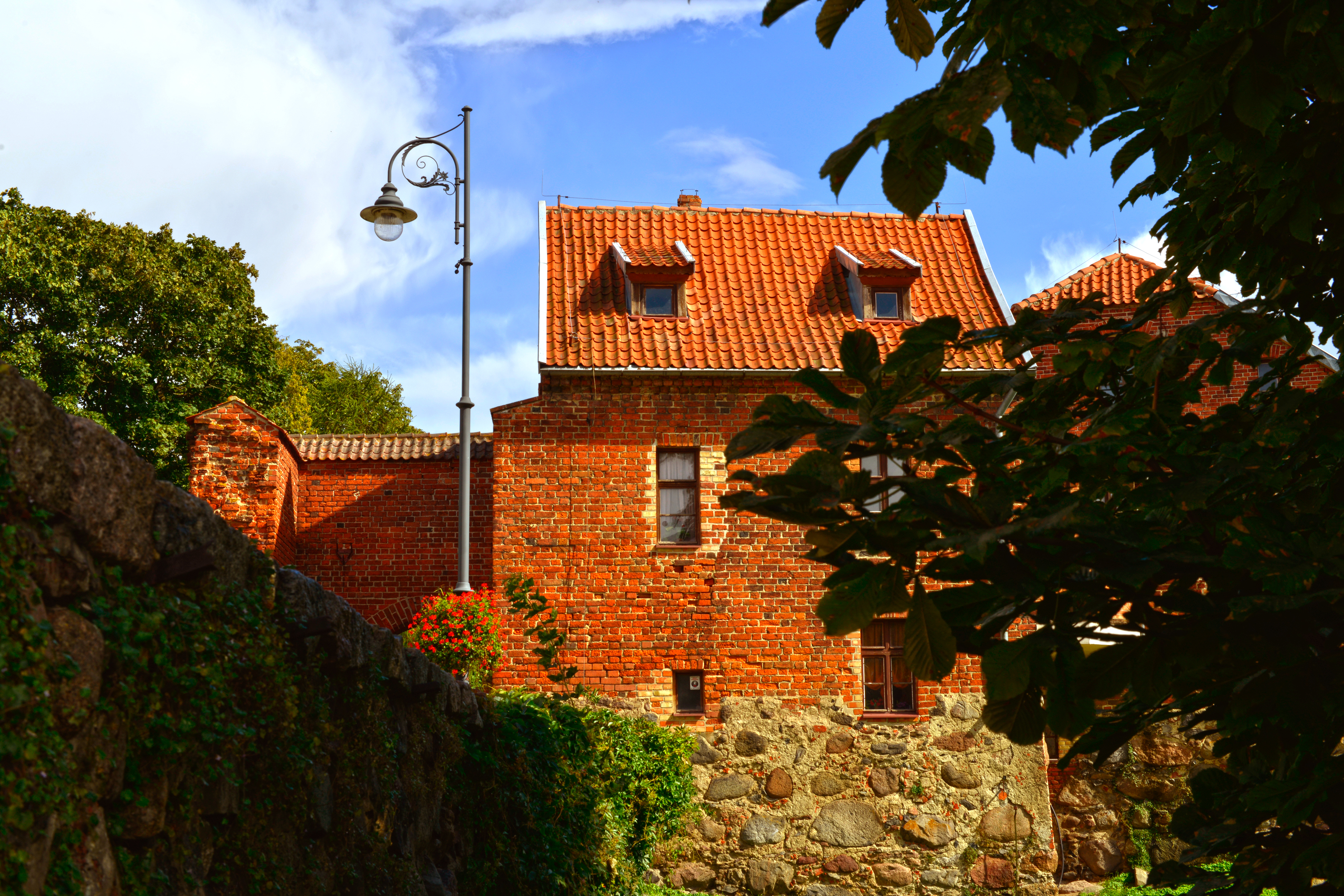
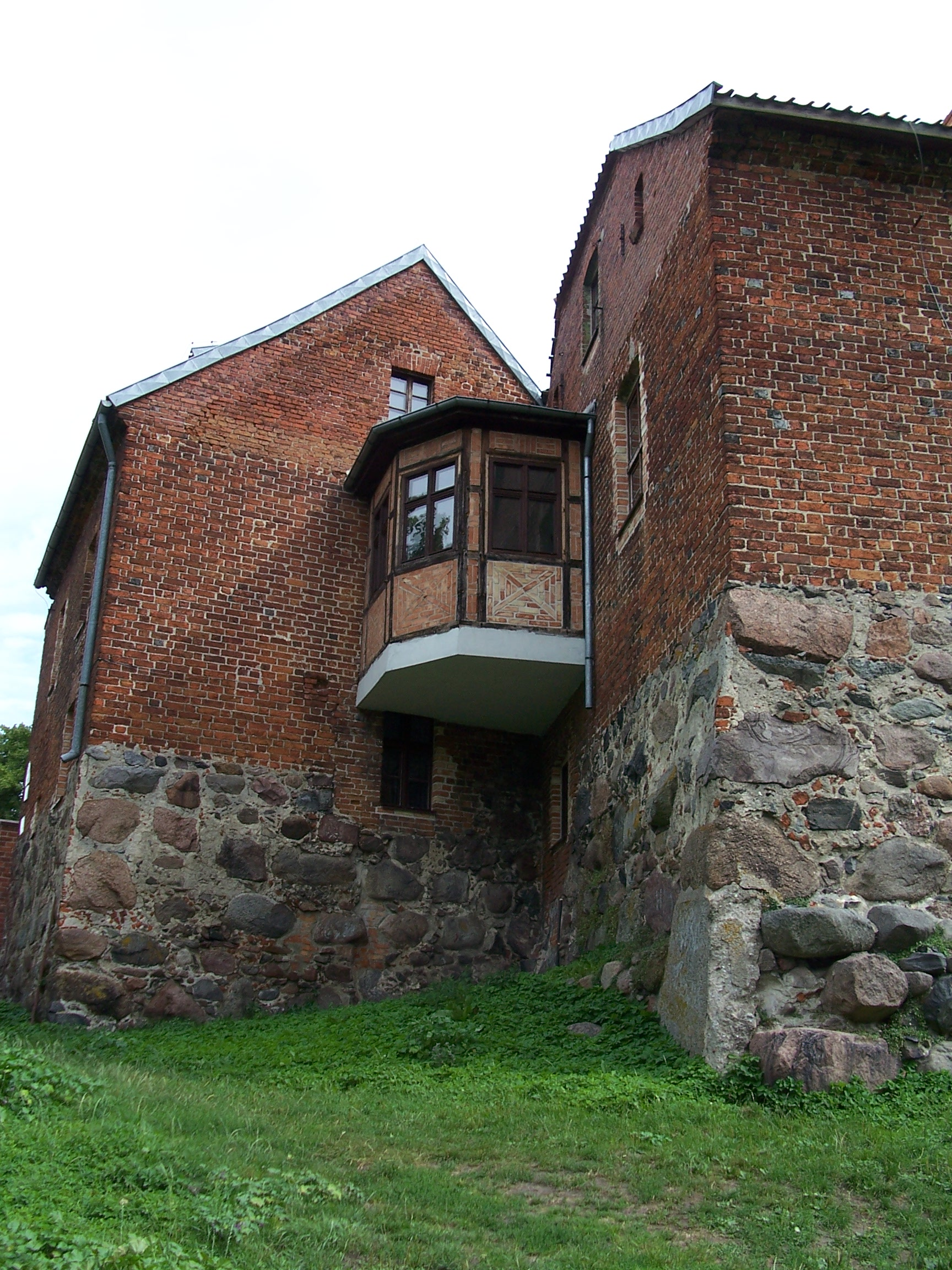
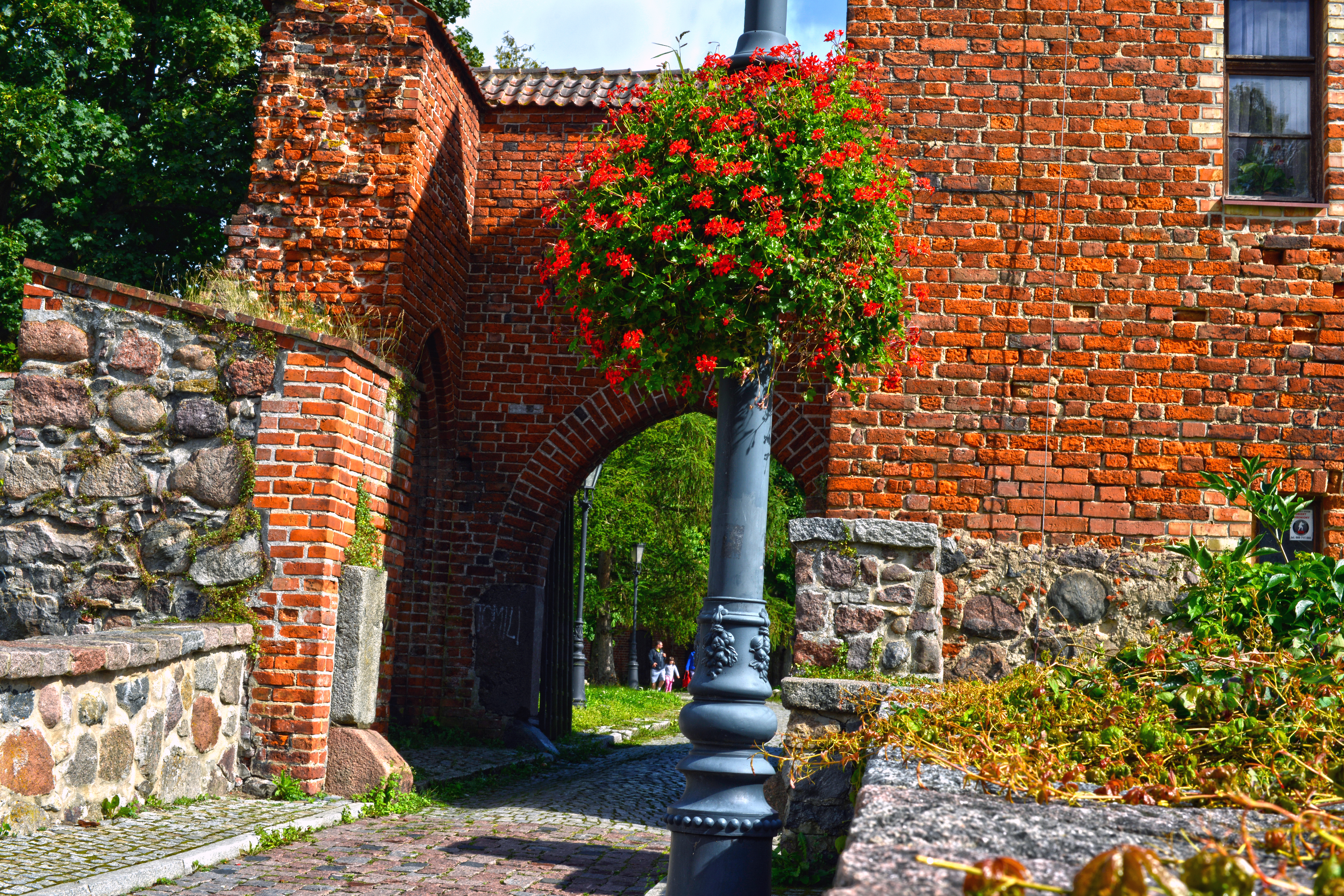

- Kościół parafialny św. Anny – wzniesiony po wojnie trzynastoletniej, a przebudowany (powiększony) na przełomie lat 1900–1901. W ścianie północnej wmurowano wówczas płytę nagrobną starosty Achacego Czemy, która znajdowała się posadzce świątyni. Wnętrze utrzymano w stylu neogotyckim z elementami wystroju barokowego. Przy kościele cmentarz parafialny z zachowanymi nagrobkami z XIX wieku[17].

Kościół parafialny św. Anny
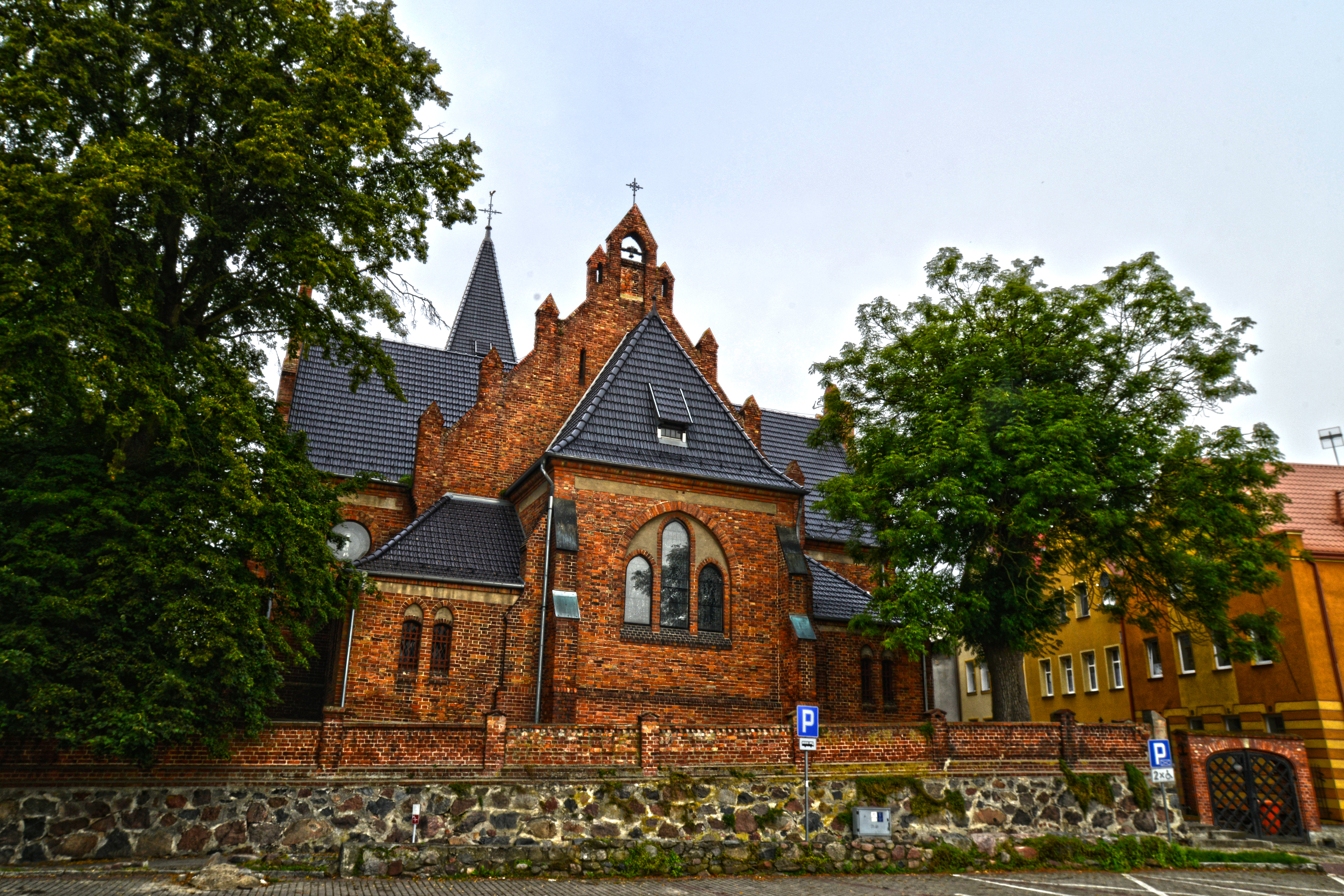
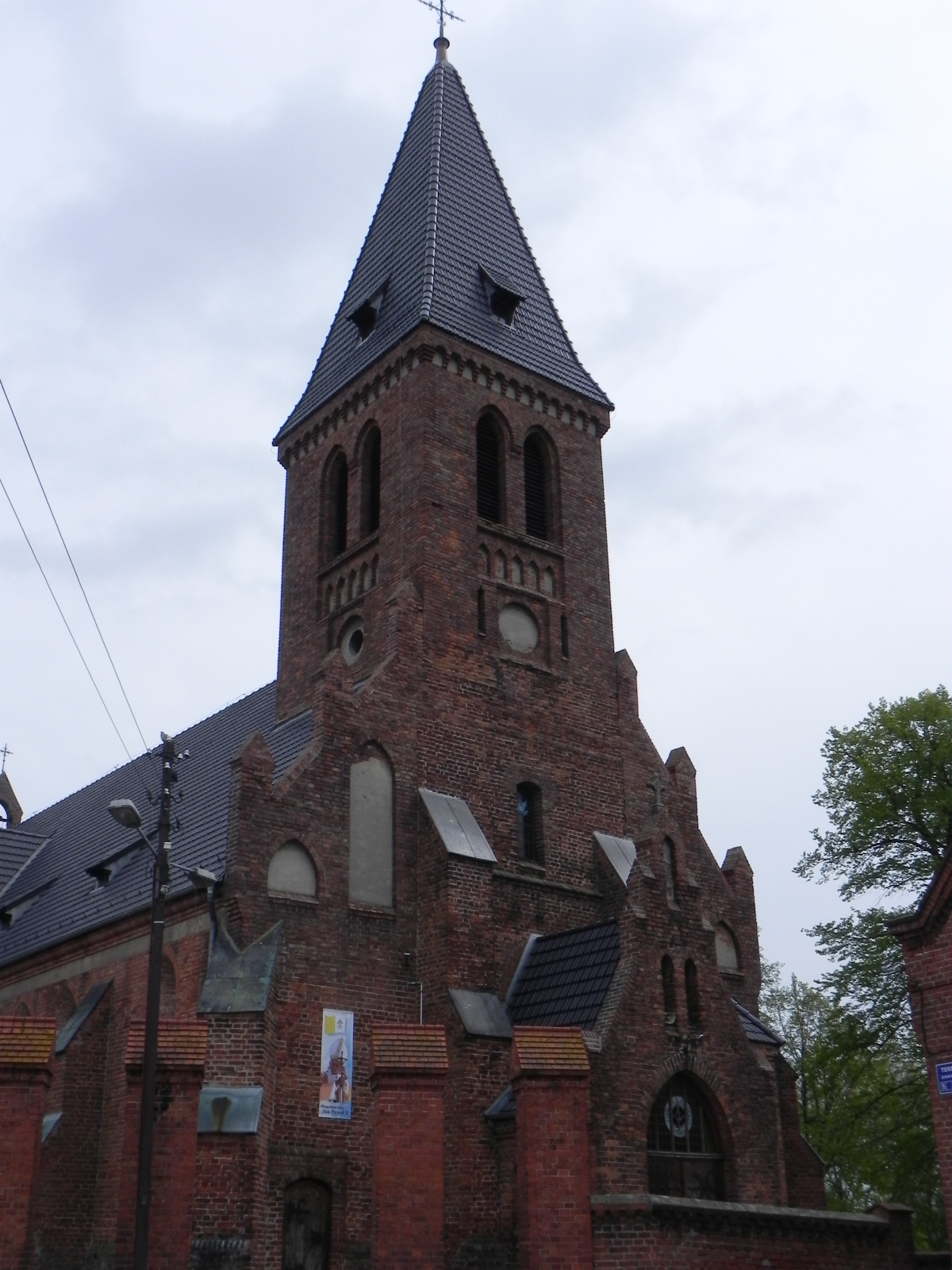
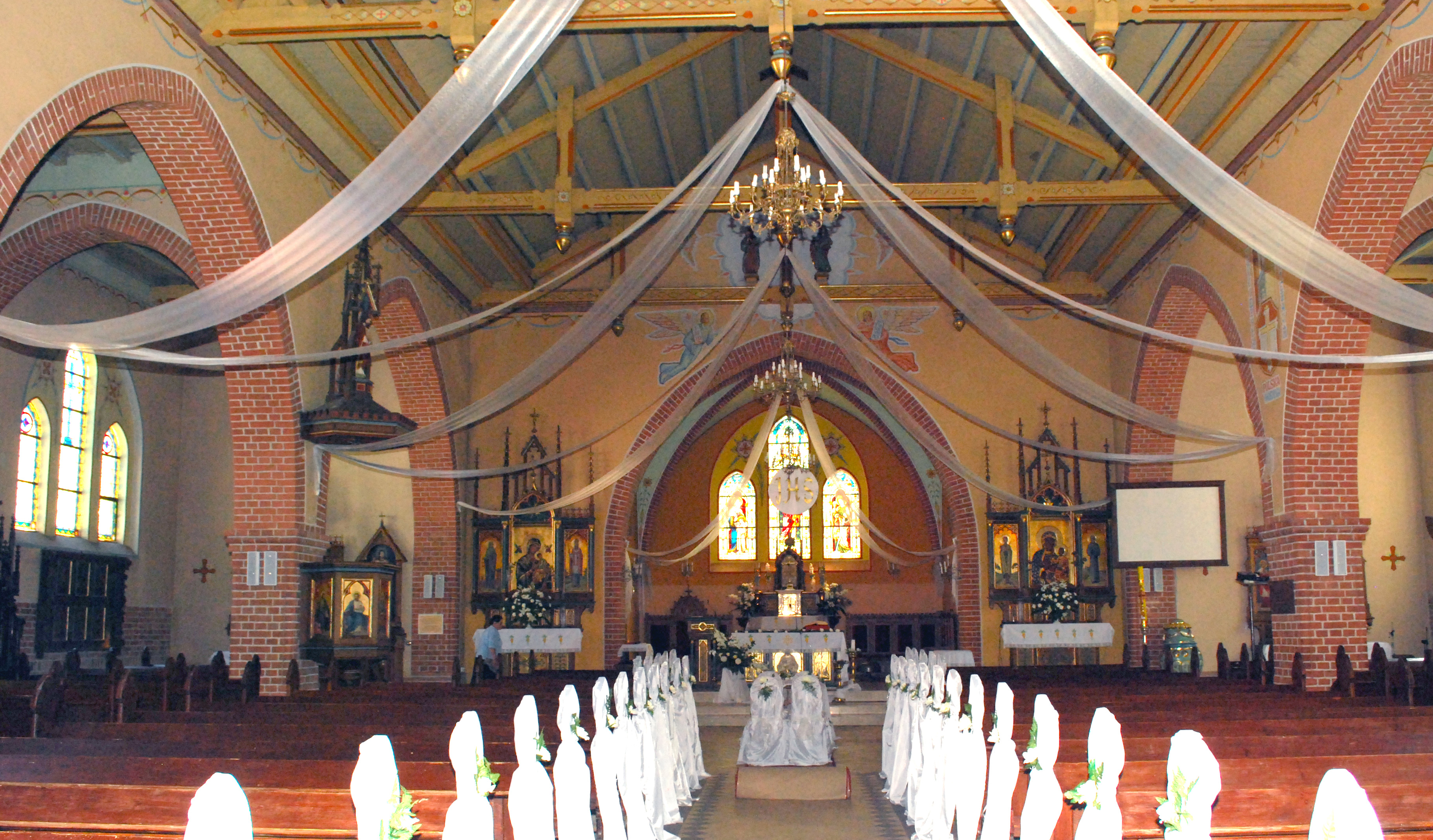

- Kościół poewangelicki z 1818 roku, który zbudowano w miejscu dawnego ratusza, w centralnej części rynku. Obecnie mieści się tam izba regionalna.

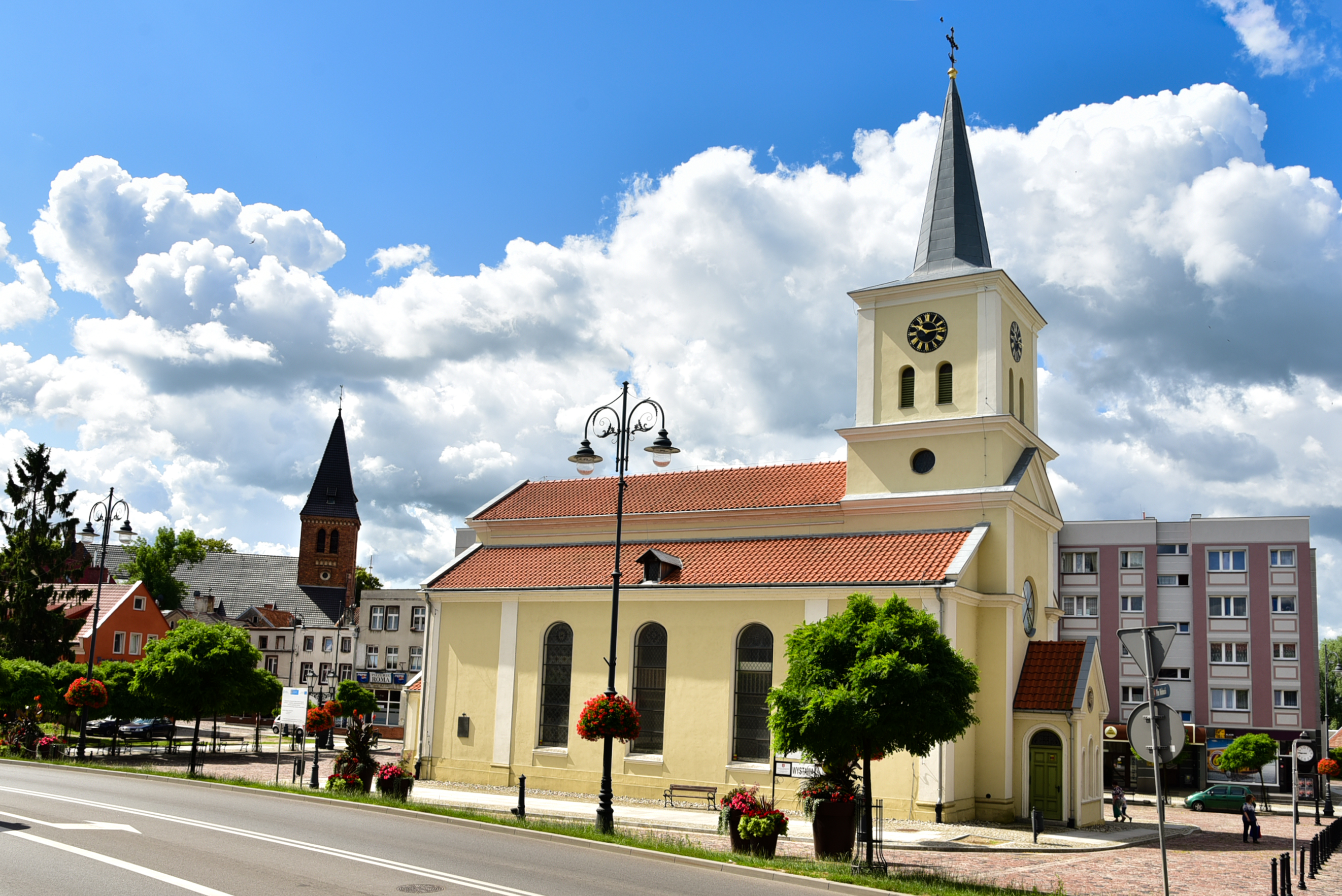
Kościół poewangelicki w Sztumie

- Duży fragment odrestaurowanych zachodnich murów miejskich (116 m) wraz z fosą.

Mury miejskie w Sztumie
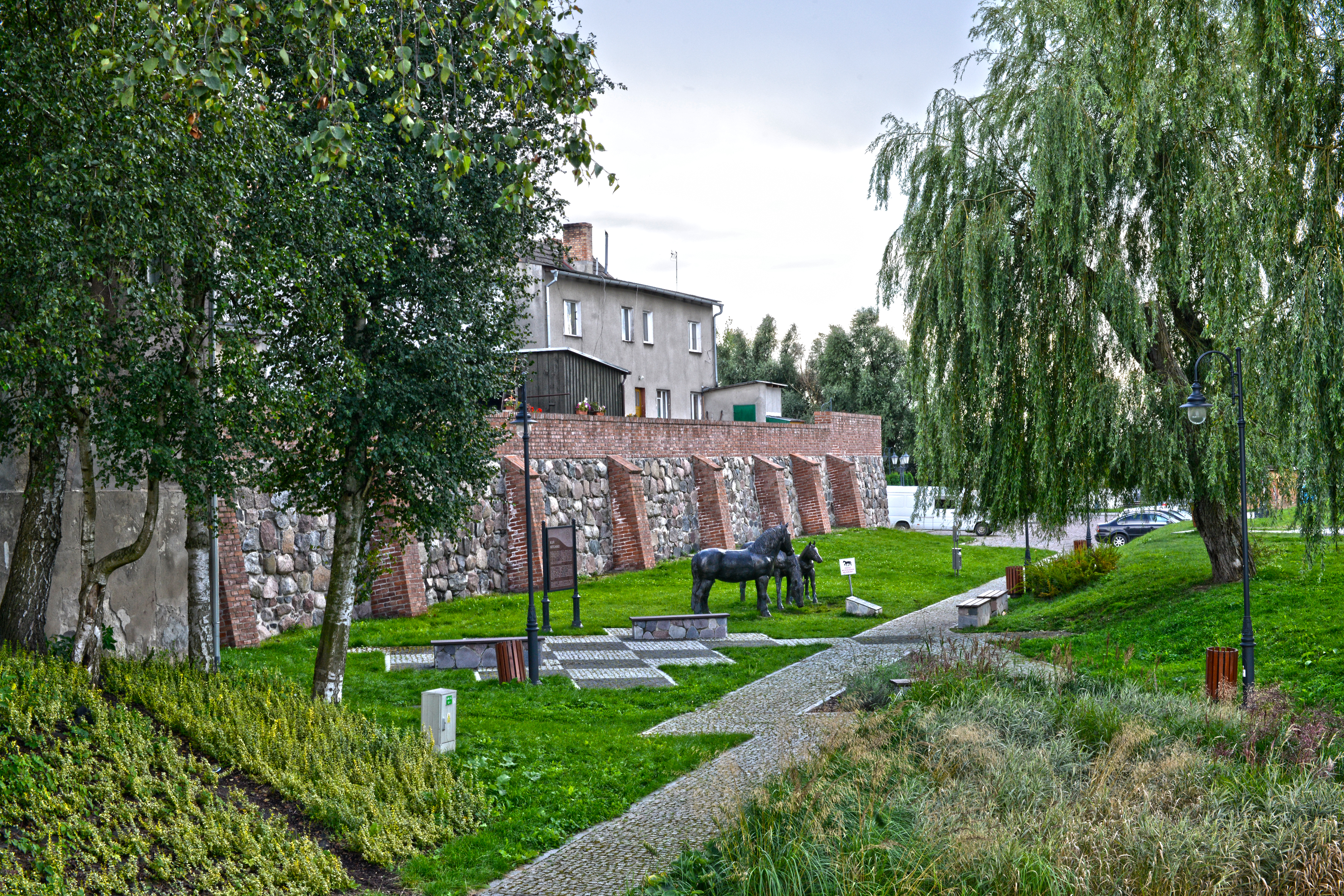
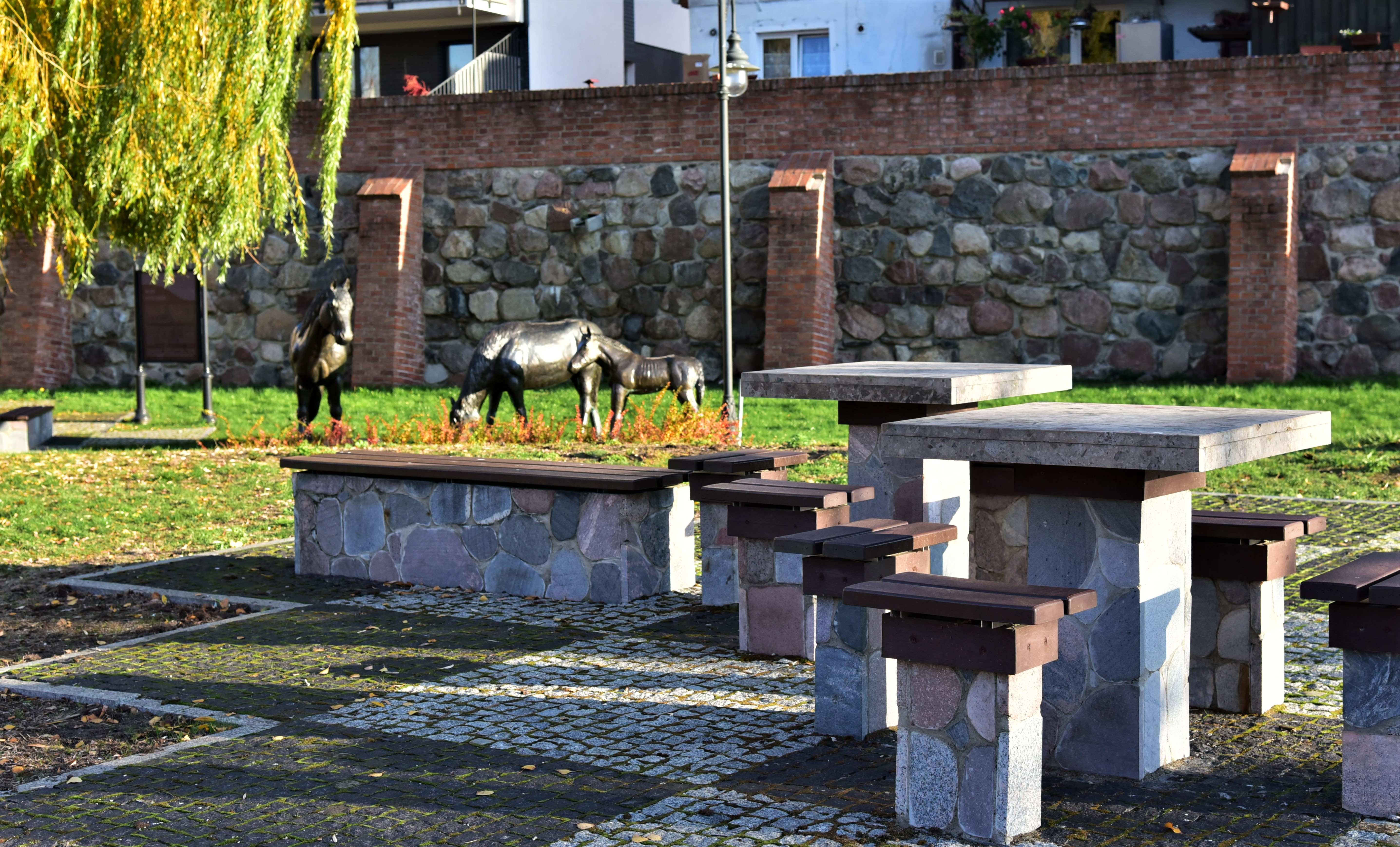

- Wieża ciśnień z 1911 roku w pobliżu cmentarza z początków XVIII wieku, który do końca lat 40 XX wieku pełnił funkcje cmentarza miejskiego, co upamiętniają dwie tablice w części katolickiej i ewangelickiej nekropolii.

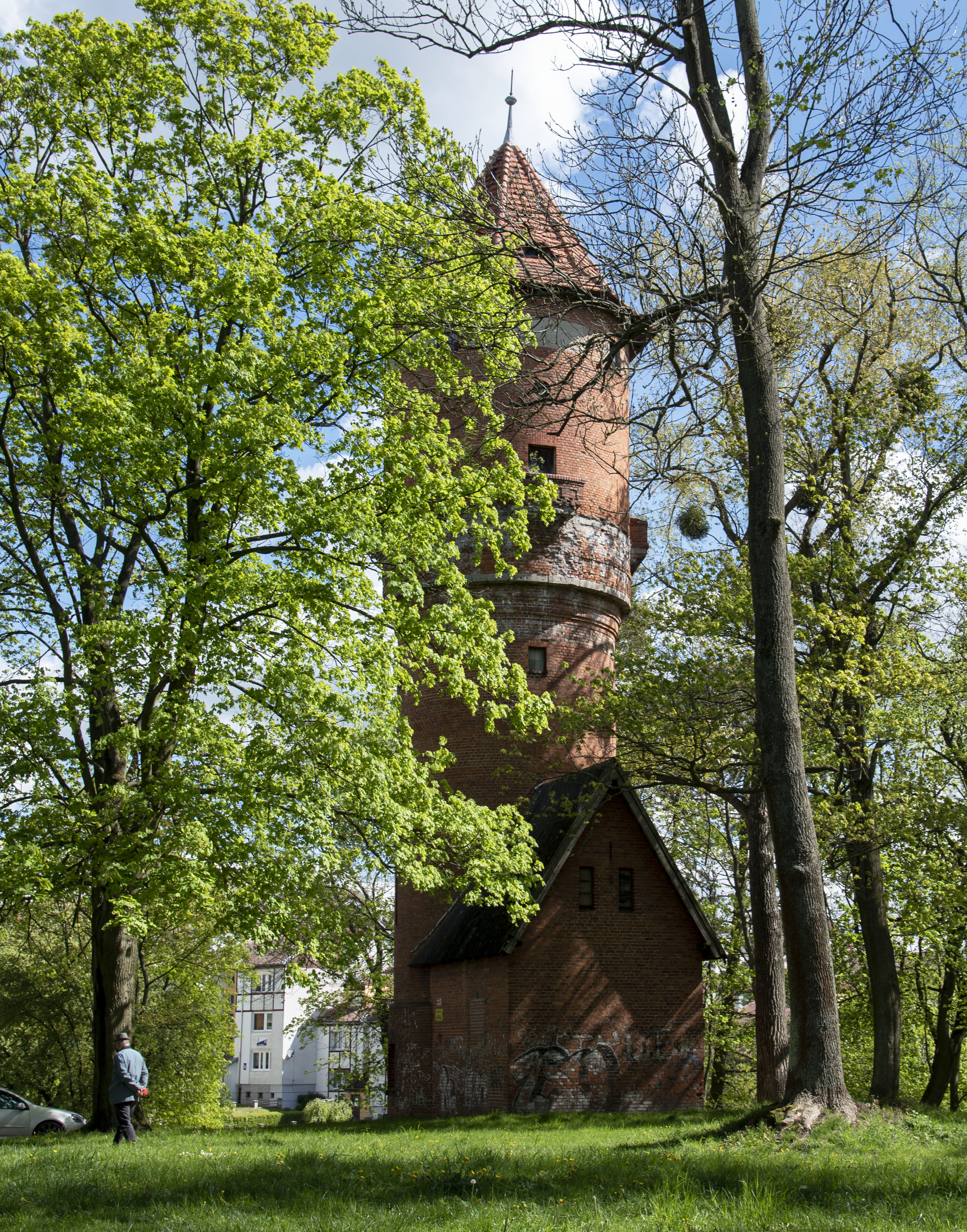
Wieża ciśnień w Sztumie

- Więzienie z 1915 roku z osiedlem domów dla pracowników[18].

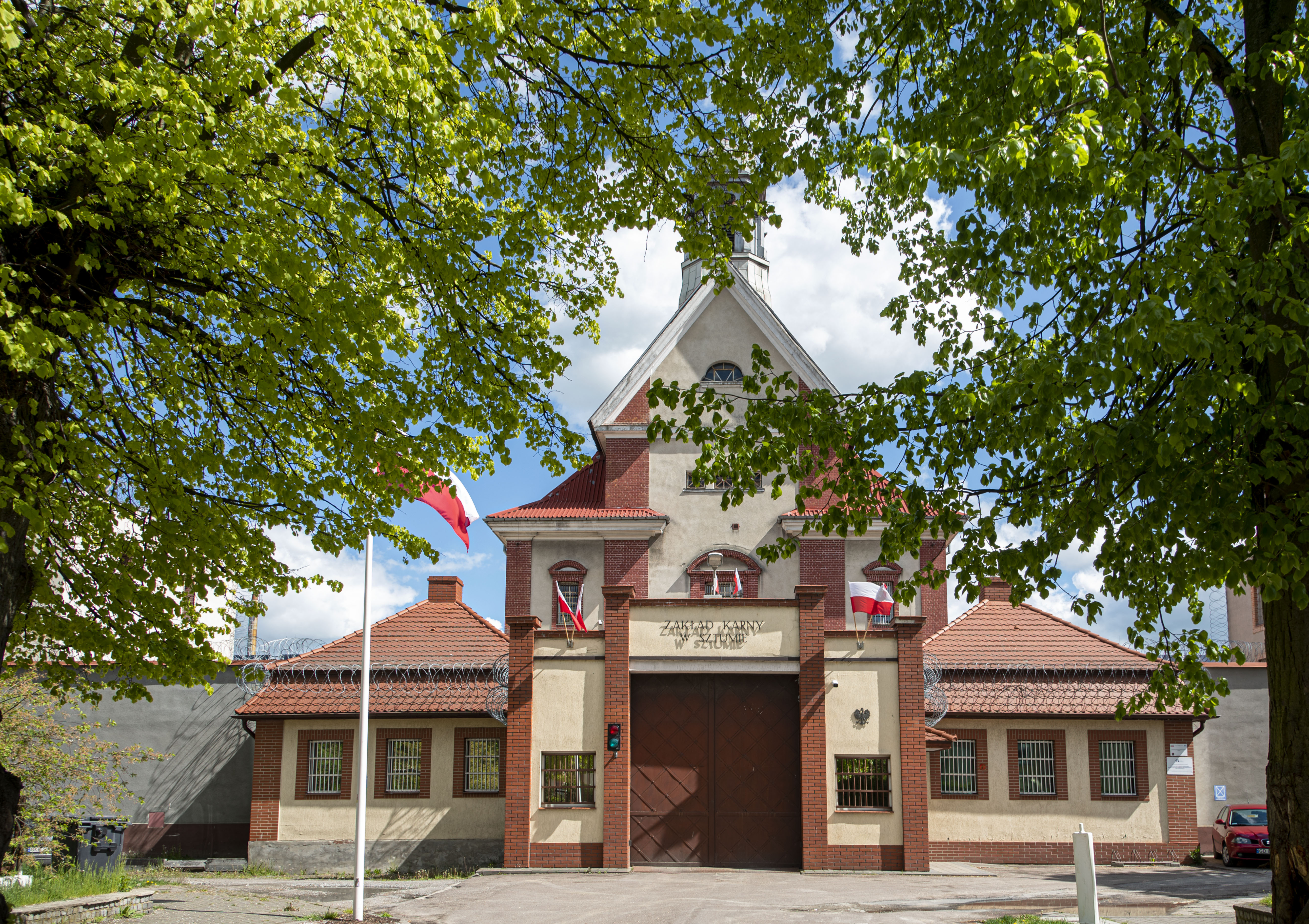
Więzienie w Sztumie

## Imprezy
- Dni Ziemi Sztumskiej – święto mieszkańców z okazji rocznicy ustanowienia praw miejskich (wrzesień).
- Międzynarodowy Sztumski Bieg Solidarności 3 Maja – organizatorem imprezy jest Lekkoatletyczny Klub Sportowy „Zantyr” w Sztumie. Współorganizatorem organizowanych biegów jest Miasto i Gmina Sztum.
- Międzynarodowy i Ogólnopolski Przegląd Sztuki Więziennej (czerwiec) – w trakcie przeglądu prezentowane jest malarstwo, grafika, rzeźba i inne formy artystycznego wyrazu typowe dla miejsc, w których powstają. Sale wystawowe zaskakują scenografią przybliżającą więzienny klimat. Ponadto podczas imprezy prezentowane są przez osadzonych spektakle w ramach Przeglądu Zespołów Teatralnych.
- Sztumska Noc Bluesowa (lipiec) – impreza muzyczna o międzynarodowym zasięgu, która od paru lat odbywa się podczas wakacji letnich na scenie przygotowanej na plaży miejskiej. Przyciąga wielu słuchaczy – miłośników bluesa, ale także wszystkich spragnionych dobrej muzyki. Międzynarodowy zasięg zapewniają muzycy o uznanej na świecie marce.
- Międzynarodowy Zlot Miłośników VW Garbusa (lipiec) – odbywający się w latach 1994–2008 i ponownie od 2017. Organizatorem imprezy trzydniowej jest Automobilklub Volkswagena Garbusa. Głównym sponsorem i współorganizatorem przedsięwzięcia jest Miasto i Gmina Sztum oraz Sztumskie Centrum Kultury. Przyciąga grupę odbiorców z Polski i z zagranicy[19].

Imprezy
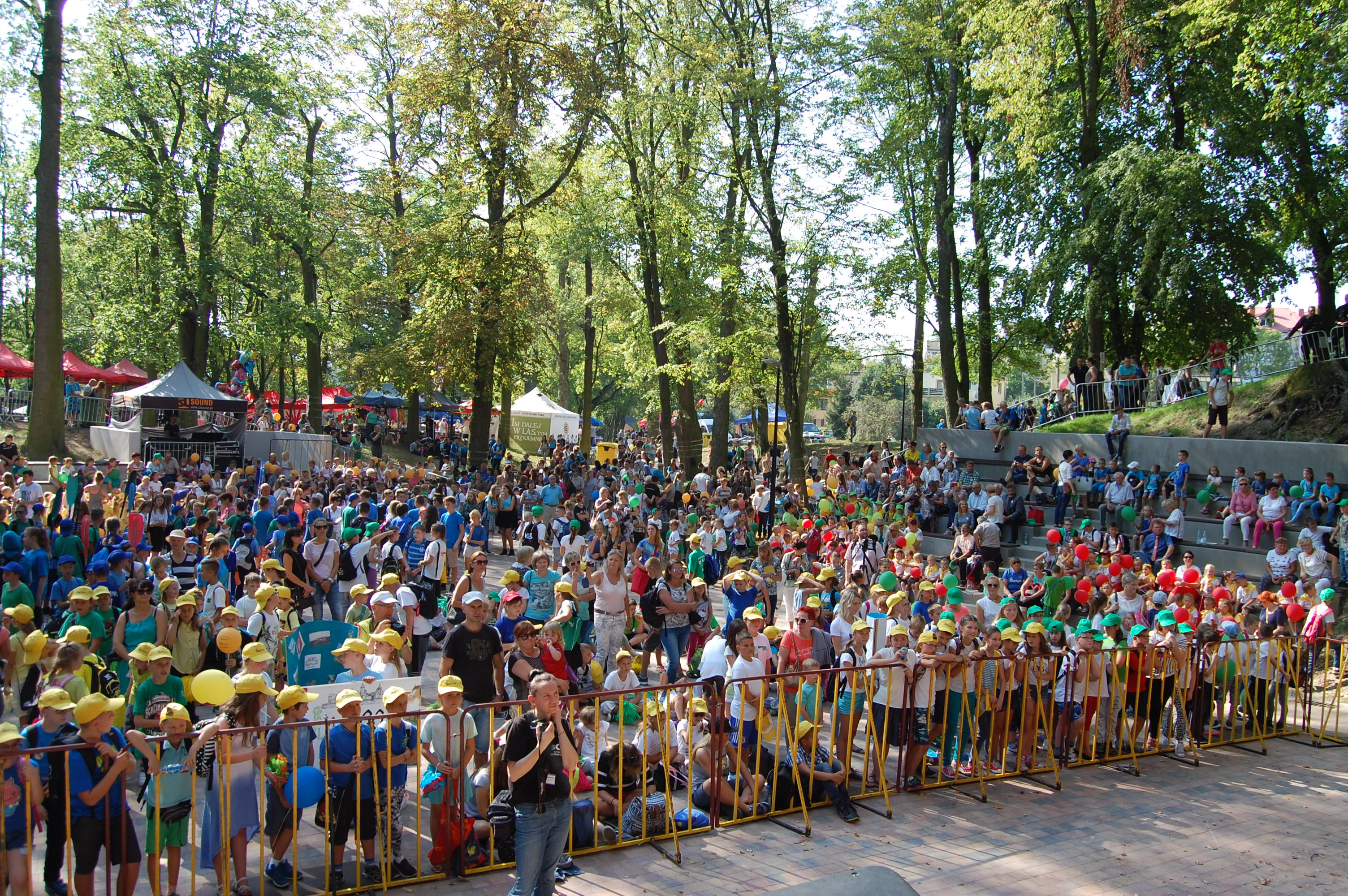
Dni Ziemi Sztumskiej
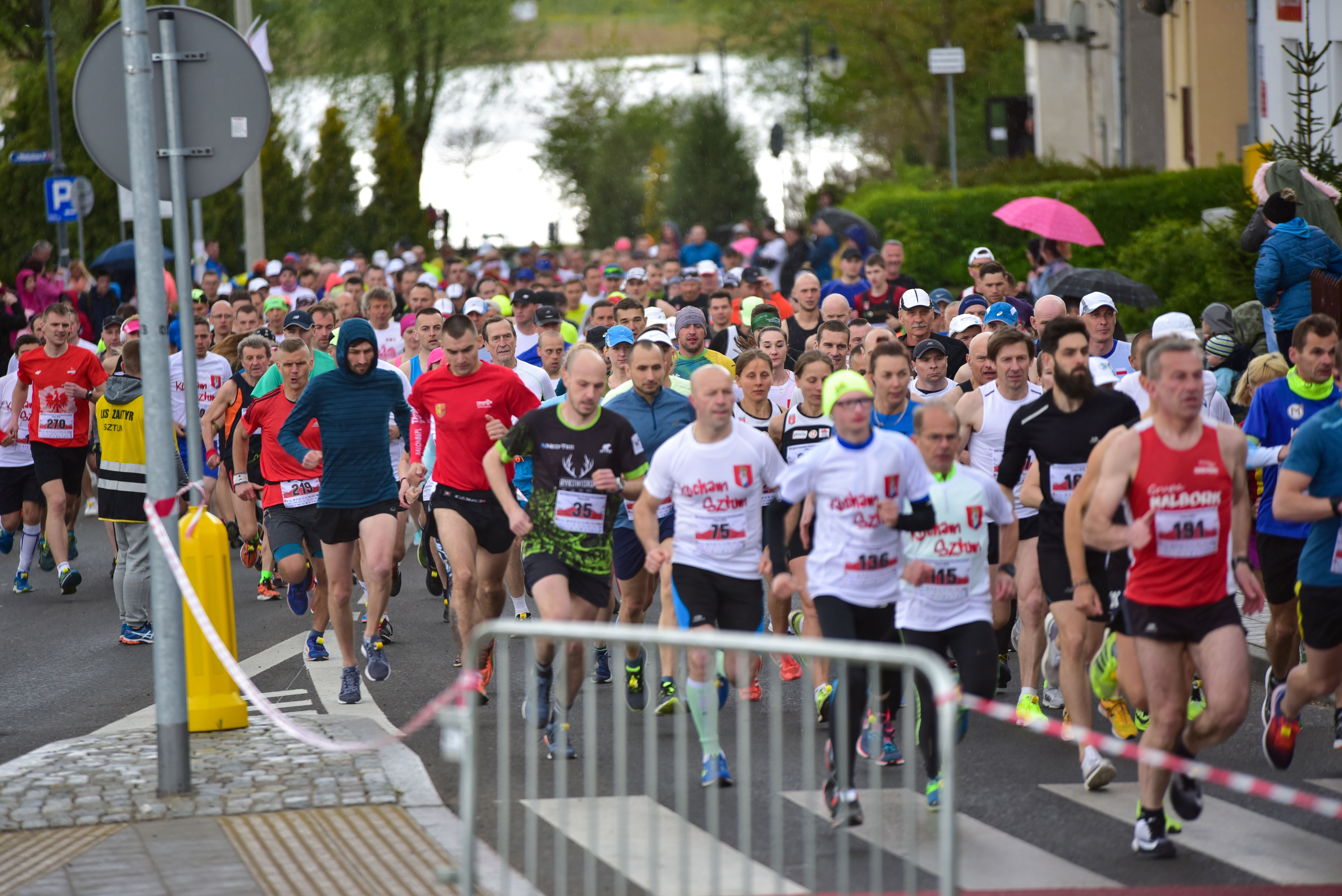
Międzynarodowy Sztumski Bieg Solidarności 3 Maja
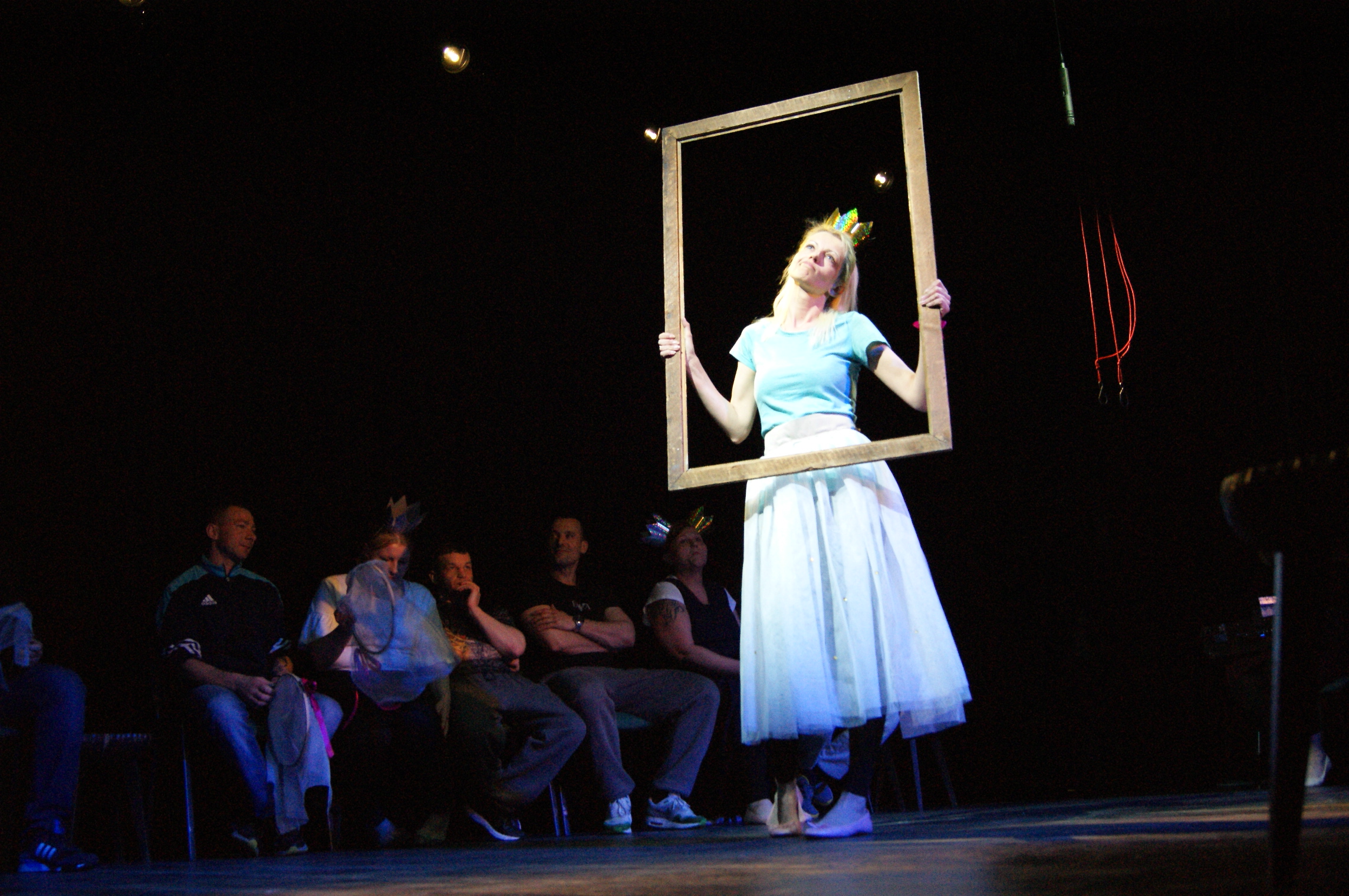
Przegląd Sztuki Więziennej
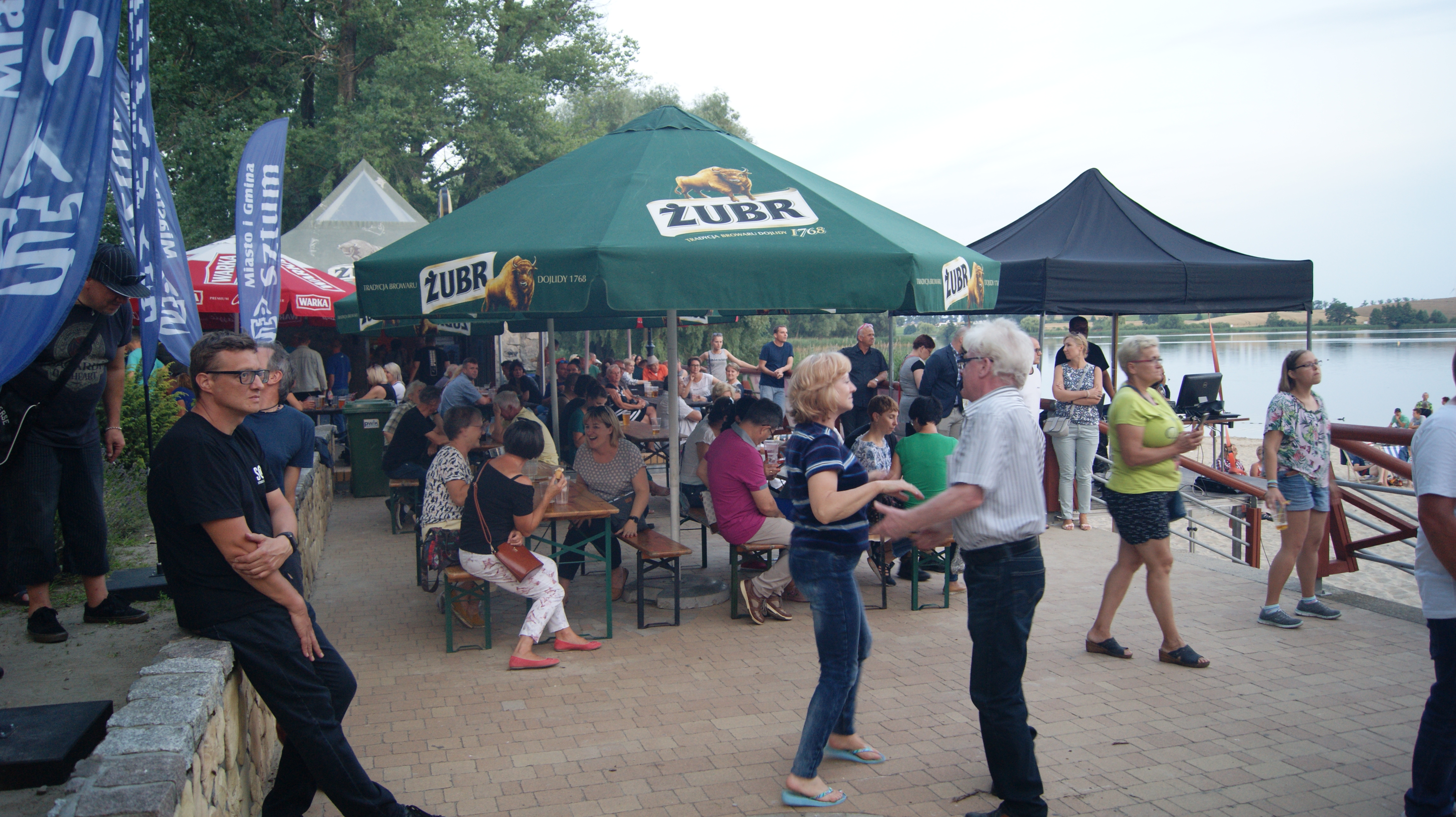
Sztumska Noc Bluesowa
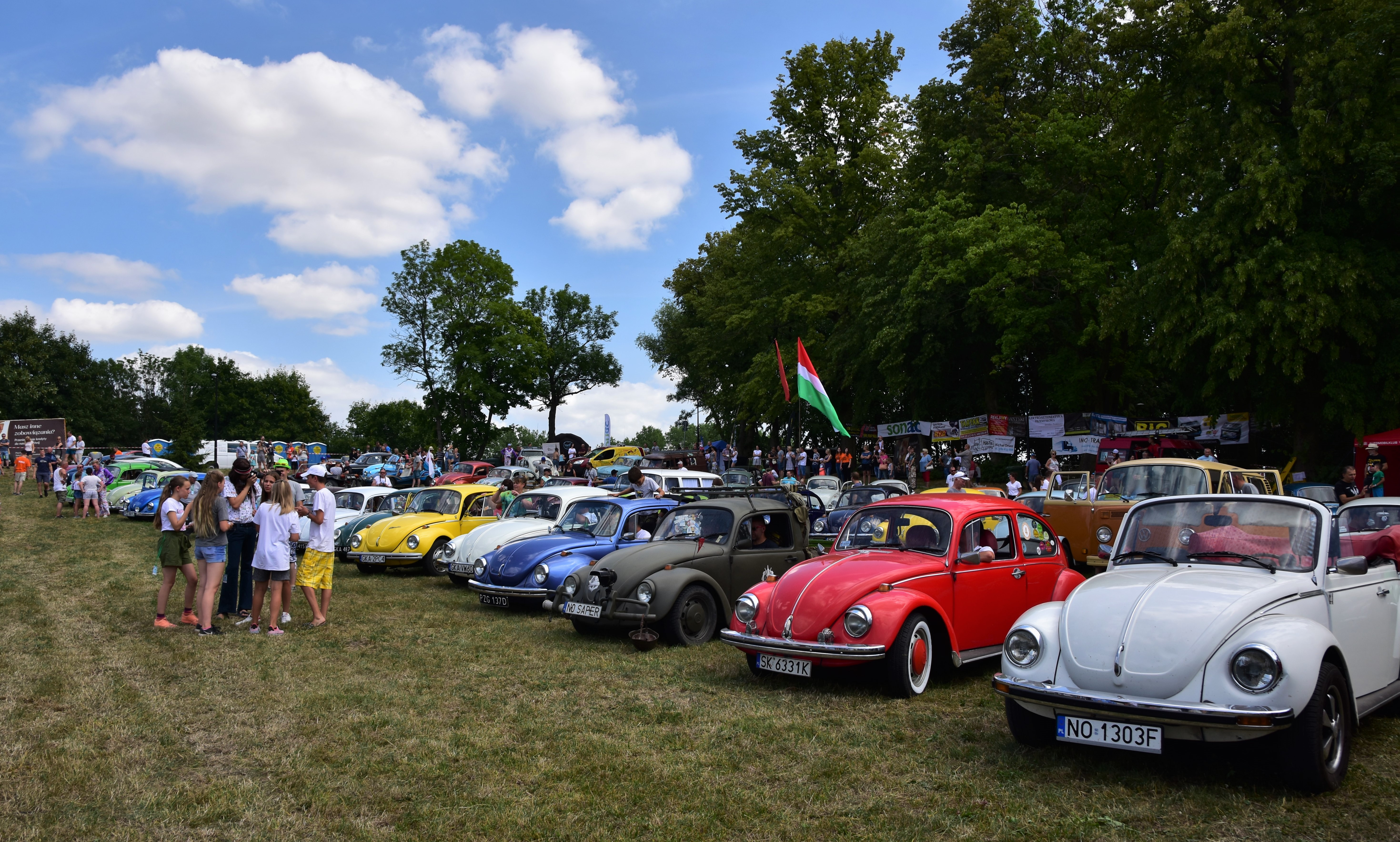
Zlot Miłośników VW Garbusa
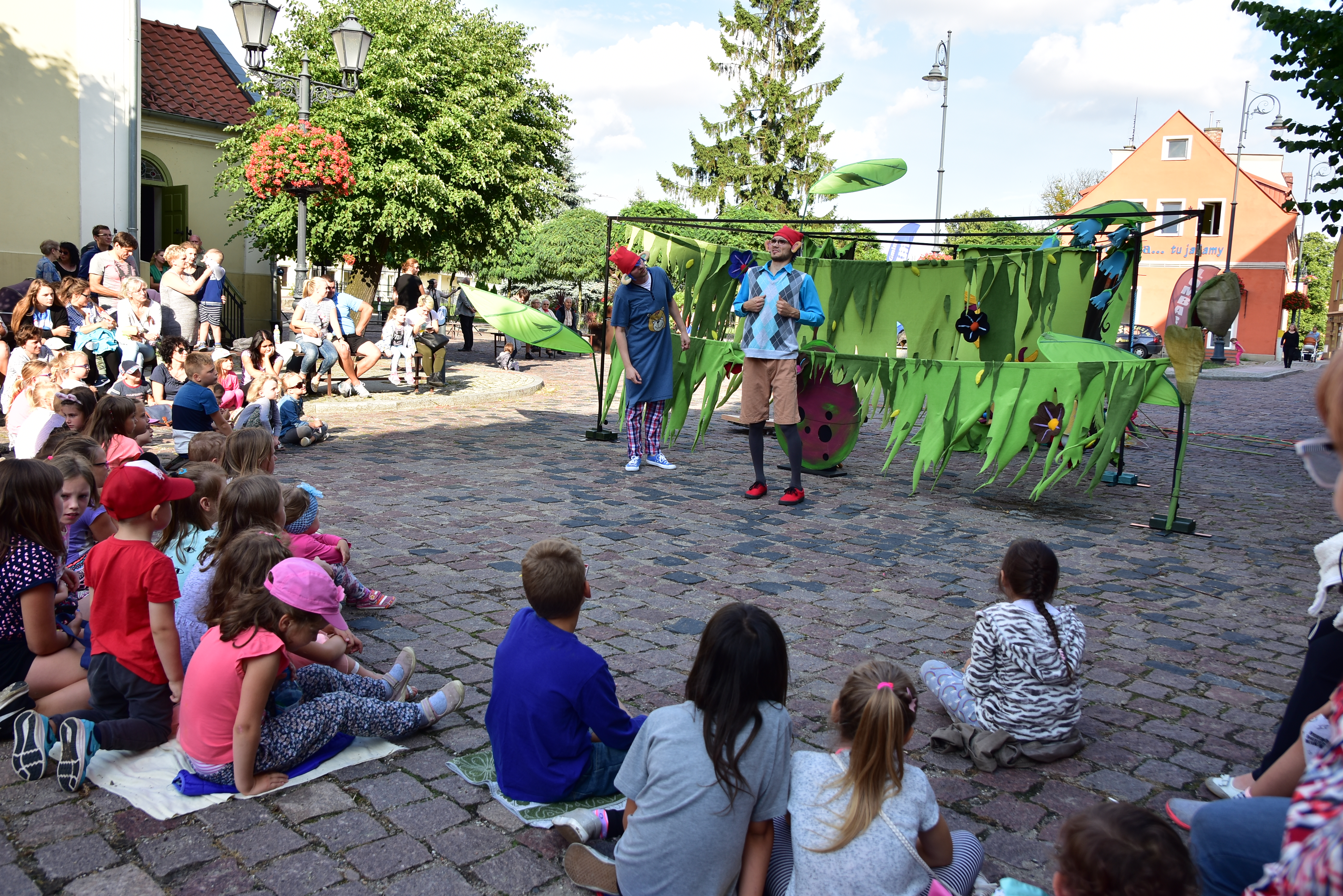
Festiwal Teatrów Ulicznych

## Sport
Kluby sportowe w Sztumie:

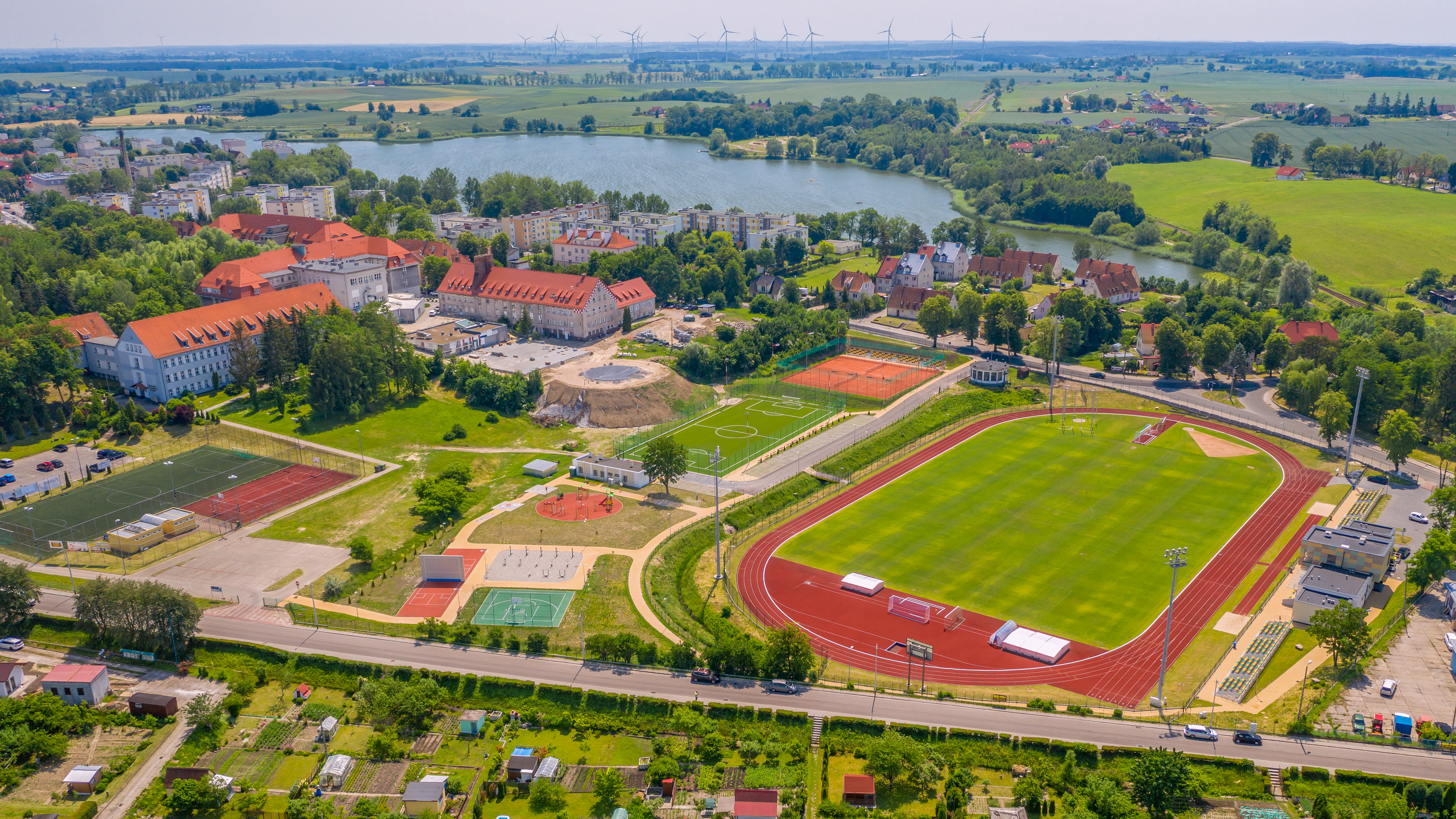
Fragment Sztumu m.in. ze stadionem

- Klub Piłkarski Olimpia Sztum (zał. 1946)

Dawne nazwy:
1946–1949 – Klub Sportowy Gryf Sztum
1949–1955 – ZS Milicyjny Klub Sportowy Gwardia Sztum
1956–1959 – Ludowy Zespół Sportowy Sztum
1959–1964 – Klub Sportowy Olimpia Sztum
1964–1972 – Gwardyjski Klub Sportowy Olimpia Sztum
1972–1974 – Ludowy Zespół Sportowy Sztum
1974–1978 – Zakładowy Klub Piłkarski POM Sztum
od 5 kwietnia 1978 do 24 czerwca 1993 – Ludowy Klub Sportowy Powiśle Czernin
od 24 czerwca 1993 – Klub Piłkarski Olimpia Sztum
W sezonie 2023/2024 klub występuje w rozgrywkach klasy A (grupy Malbork IV). 27 czerwca 2004 Olimpia Sztum zwyciężyła w okręgowym Pucharze Polski i awansowała do centralnych rozgrywek. Po pokonaniu Jagiellonii Białystok drużyna dotarła do fazy grupowej Pucharu Polski w sezonie 2004/2005, gdzie zajęła III miejsce w grupie.
- Lekkoatletyczny Klub Sportowy Zantyr Sztum (zał. 2005) z sekcją nordic walking
- Kolarski Ludowy Klub Sportowy Lider Sztum (zał. 2005)
- Miejski Ludowy Klub Sportowy Victoria Sztum (kajakarstwo) (zał. 1980)
- Klub Sportowy Sztumskie Smoki (smocze łodzie) (zał. 2016)
- Sztumski Klub Tenisa Ziemnego Break Point (zał. 2013)

Do głównych obiektów służących rekreacji należą kompleks sportowo-rekreacyjny (stadion z boiskiem piłkarskim, boiska treningowe, korty tenisowe, urządzenia fitness, plac zabaw dla dzieci) oraz Bulwar Zamkowy nad Jeziorem Sztumskim ze ścieżką pieszo-rowerową wokół jeziora.
Ważniejsze imprezy sportowe:
- Zimowe Grand Prix Sztumu
- Międzynarodowe Regaty Kajakowe o Memoriał Jana Raabe
- Memoriał Lekkoatletyczny Wiesława Murawskiego
- Bieg Świętojański
- Sztumski Wieczorny Bieg Sylwestrowy
- Świąteczny Turniej w Piłkę Nożną na Hali

## Wspólnoty wyznaniowe
- Kościół rzymskokatolicki (dekanat Sztum):

- parafia św. Andrzeja Boboli
- parafia św. Anny

- Świadkowie Jehowy:

- zbór Sztum (od 1990) – Sala Królestwa Sztumskie Pole

## Współpraca międzynarodowa
Miasta i gminy partnerskie wraz z datami Deklaracji Partnerstwa:
- Ritterhude – od 1994,
- Val-de-Reuil – od 14 maja 1999,
- Kupiskis – od 4 maja 2012.

Od 10 września 2005 miastem partnerskim był też  Polessk, jednak 31 marca 2022 (wskutek inwazji Rosji na Ukrainę) rada miasta i gminy Sztum zerwała współpracę.

## Kultura

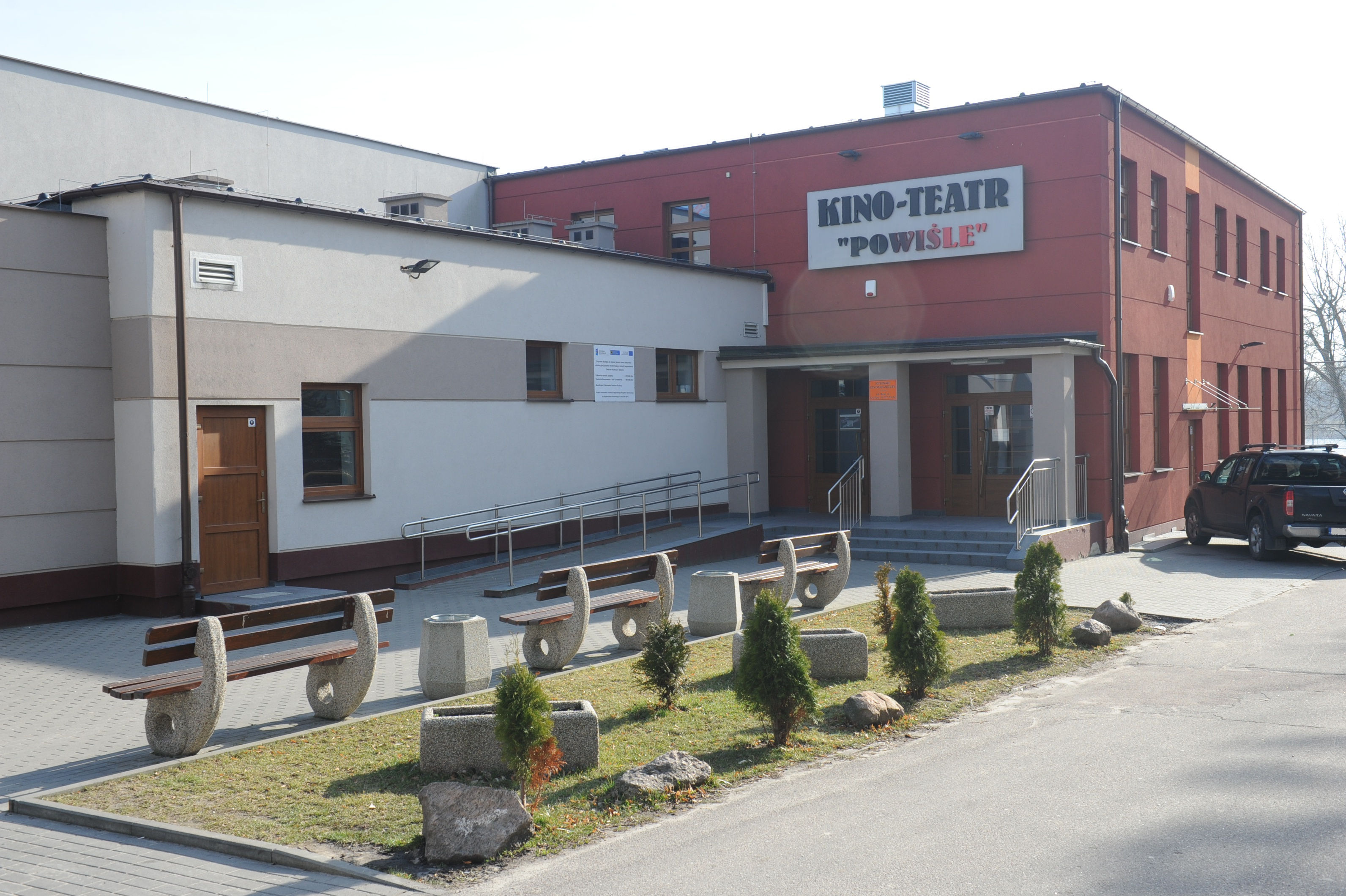
Kino-Teatr „Powiśle”

W mieście działa Sztumskie Centrum Kultury, którego siedziba mieści się w zmodernizowanym budynku Kino-Teatru „Powiśle”. Sztumskie Centrum Kultury jest instytucją kultury, która przygotowuje i realizuje programy o charakterze kulturalno-oświatowym. Sztumskie Centrum Kultury posiada kino cyfrowe 3D i salę estradową. SCK prowadzi również bibliotekę miejską oraz świetlice wiejskie. Od 2016 w bibliotece Sztumskiego Centrum Kultury funkcjonuje Punkt Informacji Turystycznej (PIT) oraz Dyskusyjny Klub Książki. W Sztumie działa Dyskusyjny Klub Filmowy oraz „Klubu Senior+ – Amator” .

## Edukacja
Na terenie miasta Sztum znajdują się placówki edukacyjne: Wojewódzki Zespół Szkół Policealnych, Zespół Szkół im. Jana Kasprowicza (w tym Liceum Ogólnokształcące), Zespół Szkół Zawodowych im. Stanisława Staszica w Barlewiczkach, Szkoła Podstawowa nr 1 im. Jana Pawła II, Szkoła Podstawowa nr 2 w Sztumie im. Maksymiliana Golisza, Publiczne Przedszkole z Oddziałami Integracyjnymi nr 1 im. Kubusia Puchatka, Niepubliczne Przedszkole „Na Słonecznej Górce” oraz Niepubliczne Przedszkole Tęczowe.

## Związani ze Sztumem

### Honorowi obywatele miasta
- Stanisław Donimirski[23]
- Halina Donimirska-Szyrmerowa